# مهمان گلدستون
مهمان گلدستون (انگلیسی: Gladstone Guest; ۲۶ ژوئن ۱۹۱۷ – ۱۷ ژوئیهٔ ۱۹۹۸) بازیکن فوتبال اهل بریتانیا بود.
از باشگاه‌هایی که در آن بازی کرده‌است می‌توان به باشگاه فوتبال روترهام یونایتد اشاره کرد.